# ブルージーン・コップ
『ブルージーン・コップ』（原題: Death Warrant）は、1990年に製作されたアメリカ合衆国のアクション・スリラー映画である。
脚本を担当していたデヴィッド・S・ゴイヤーは当時南カリフォルニア大学の生徒で、彼にとってこれが商業デビューを果たした作品となった。

## ストーリー
ロサンゼルスのハリソン刑務所では看守長たちが囚人に暴力を振るい、死者が発生していた。
カナダ連邦警察のバークは、強盗犯として潜入し、模倣囚のホーキンスとともに死者のファイルを見つけることができた。
そのファイルにバークの助手である検事局員のアマンダがアクセスすると、亡くなった囚人が健康そのものだったことが判明した。
だが、そこへかつてバークが逮捕した殺人鬼ネイラー“ザ・サンドマン”が入所した。そして、サンドマンを差し向けたのは意外な人物だった。

## キャスト
| 役名                     | 俳優                               | 日本語吹替 | 日本語吹替                                               |
| 役名                     | 俳優                               | VHS版      | 日本テレビ版                                             |
| ------------------------ | ---------------------------------- | ---------- | -------------------------------------------------------- |
| ルイス・バーク           | ジャン＝クロード・ヴァン・ダム     | 大塚芳忠   | 曽我部和恭                                               |
| アマンダ・ベケット       | シンシア・ギブ                     | 勝生真沙子 | 佐々木優子                                               |
| ホーキンズ               | ロバート・ギローム                 | 加藤精三   | 田中信夫                                                 |
| ネイラー“ザ・サンドマン” | パトリック・キルパトリック         | 若本規夫   | 大友龍三郎                                               |
| トム・ヴォグラー         | ジョージ・ディッカーソン           | 阪脩       | 中村正                                                   |
| デグラフ看守長           | アート・ラフルー                   | 渡部猛     | 池田勝                                                   |
| ダグラス・ティスデイル   | ジョシュア・ジョン・ミラー         | 佐々木望   | 佐々木望                                                 |
| プレース                 | パウロ・トーシャ                   | 稲葉実     | 古田信幸                                                 |
| コネフキ                 | ジョージ・ジェネスキー             |            | 千田光男                                                 |
| バーク牧師               | アブドル・サラーム・エル・ラザック |            | 郷里大輔                                                 |
| ヘレン・ヴォグラー       | ドロシー・デルズ                   |            | 鈴木れい子                                               |
| ブルース                 | アル・レオン                       |            |                                                          |
| マイヤーソン             | ラリー・ハンキン                   |            | 納谷六朗                                                 |
| その他                   | N/A                                |            | 吉水慶 鈴木勝美 大滝進矢 福田信昭 山口健 仲野裕 真殿光昭 |
| 日本語版制作スタッフ     |                                    |            |                                                          |
| 演出                     | 演出                               |            | 清水勝則                                                 |
| 翻訳                     | 翻訳                               |            | 久保善昭                                                 |
| 調整                     | 調整                               |            | 野下繁登                                                 |
| 効果                     | 効果                               |            | 南部満治                                                 |
| 制作                     | 制作                               |            | ザック・プロモーション                                   |
| 初回放送                 | 初回放送                           |            | 1992年11月27日 『金曜ロードショー』                      |

## スタッフ
- 監督：デラン・サラフィアン
- 音楽：ゲイリー・チャン
- 脚本：デヴィッド・S・ゴイヤー